# Porcellionides steini
Porcellionides steini is een pissebed uit de familie Porcellionidae. De wetenschappelijke naam van de soort is voor het eerst geldig gepubliceerd in 1935 door Arcangeli.